# Liste der Biografien/Burl
Liste der Biografien |
Portal Biografien |
Personensuche
# |
A |
B |
C |
D |
E |
F |
G |
H |
I |
J |
K |
L |
M |
N |
O |
P |
Q |
R |
S |
T |
U |
V |
W |
X |
Y |
Z |
?
 
Ba |
Be |
Bd |
Bg |
Bh |
Bi |
Bj |
Bl |
Bm |
Bn |
Bo |
Br |
Bs |
Bu |
Bw |
By |
Bz
 
Bua |
Bub |
Buc |
Bud |
Bue |
Buf |
Bug |
Buh |
Bui |
Buj |
Buk |
Bul |
Bum |
Bun |
Buo |
Buq |
Bur |
Bus |
But–Buz
 
Bura |
Burb |
Burc |
Burd |
Bure |
Burf |
Burg |
Burh |
Buri |
Burj |
Burk |
Burl |
Burm |
Burn |
Buro |
Burp |
Burq |
Burr |
Burs |
Burt |
Buru |
Burv |
Burw |
Burx |
Bury |
Burz
Die Liste der Biografien führt alle Personen auf, die in der deutschsprachigen Wikipedia einen Artikel haben. Dieses ist eine Teilliste mit 83 Einträgen von Personen, deren Namen mit den Buchstaben „Burl“ beginnt.

## Burl
- Burl, Aubrey (1926–2020), britischer Prähistoriker
- Burl, Bill (1905–1966), britischer Radrennfahrer
- Burl, Ryan (* 1994), simbabwischer Cricketspieler

### Burla
- Burla, Hans (1920–2010), Schweizer Zoologe
- Burla, Johannes (1922–2014), Schweizer Bildhauer
- Burla, Serena (* 1982), US-amerikanische Langstreckenläuferin
- Burlacu, Geta (* 1974), moldauische Jazz-Sängerin
- Burlage, Eduard (1857–1921), deutscher Politiker (Zentrum), MdR
- Burlage, Maximilian (1896–1935), deutscher Jurist, Verwaltungsbeamter und Politiker (Zentrum), MdL
- Burlage, Theo (1894–1971), deutscher Architekt
- Burlak, Daria (* 1986), russische Organistin
- Burlak, Taras Alexandrowitsch (* 1990), russischer Fußballspieler
- Burlakov, Vladimir (* 1987), deutsch-russischer SchauspielerVladimir Burlakov (* 1987)

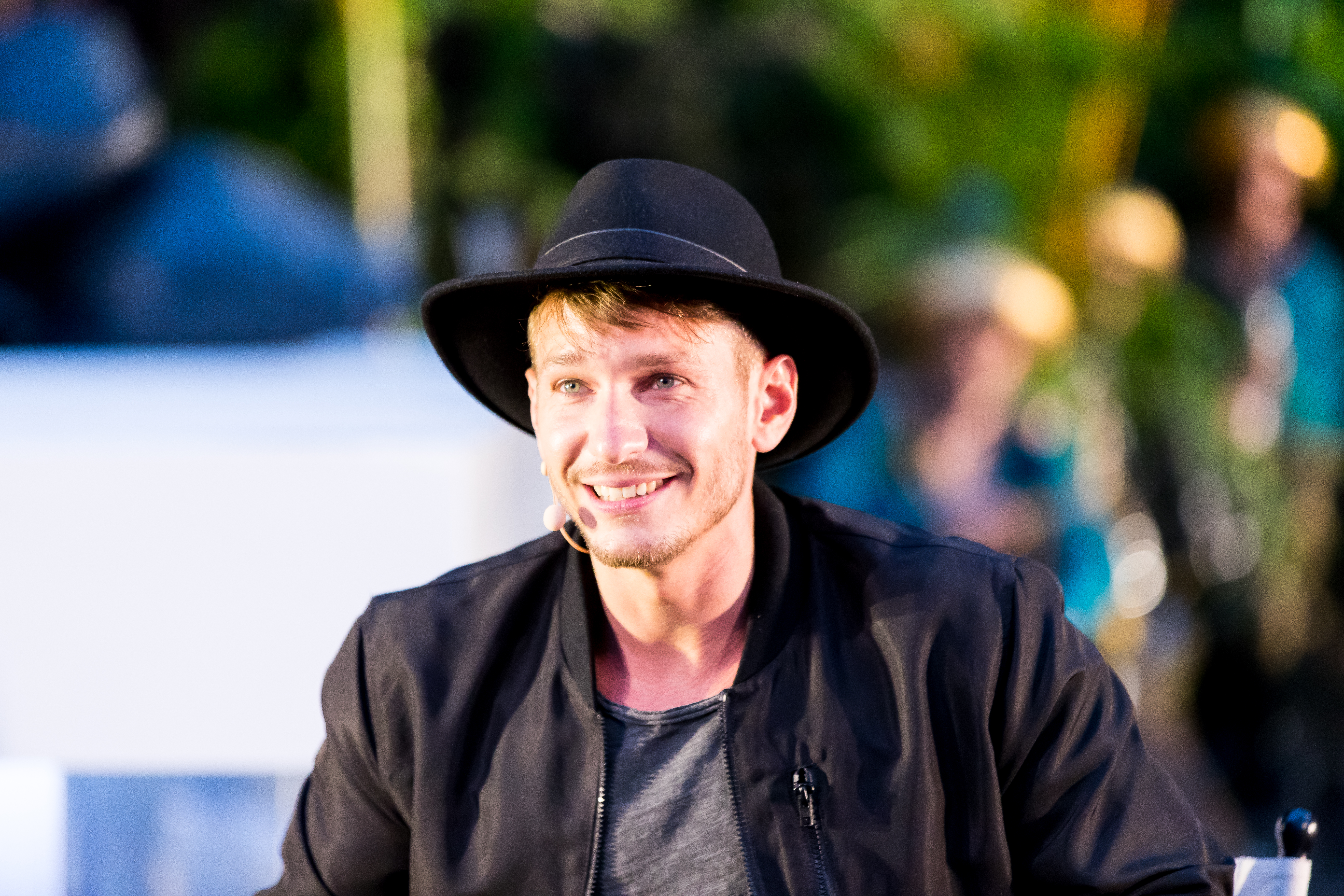
Vladimir Burlakov (* 1987)

- Burlakow, Andrei Anatoljewitsch (1963–2011), russischer Manager
- Burlakow, Juri Iljitsch (* 1960), sowjetisch-schweizerischer Skilangläufer
- Burlakow, Matwei Prokopjewitsch (1935–2011), sowjetischer Generaloberst
- Burlakowa, Jana Iwanowna (* 2000), russische Bahnradsportlerin
- Burlakowa, Nadeschda Walentinowna (* 1959), sowjetische Skilangläuferin
- Burlamaqui, Jean-Jacques (1694–1748), Schweizer Jurist, Philosoph und Vertreter des Naturrechts
- Burlamaqui, Paula (* 1967), brasilianische Schauspielerin und Filmproduzentin
- Burland, John (* 1936), britischer Bauingenieur
- Burlando, Claudio (* 1954), italienischer Politiker, Präsident der Region Ligurien
- Burlando, Luigi (1899–1967), italienischer Fußball- und Wasserballspieler
- Burlas, Ladislav (1927–2024), slowakischer Komponist
- Burlazki, Fjodor Michailowitsch (1927–2014), sowjetischer bzw. russischer Politologe

### Burle
- Burle Marx, Roberto (1909–1994), brasilianischer LandschaftsarchitektRoberto Burle Marx (1909–1994)

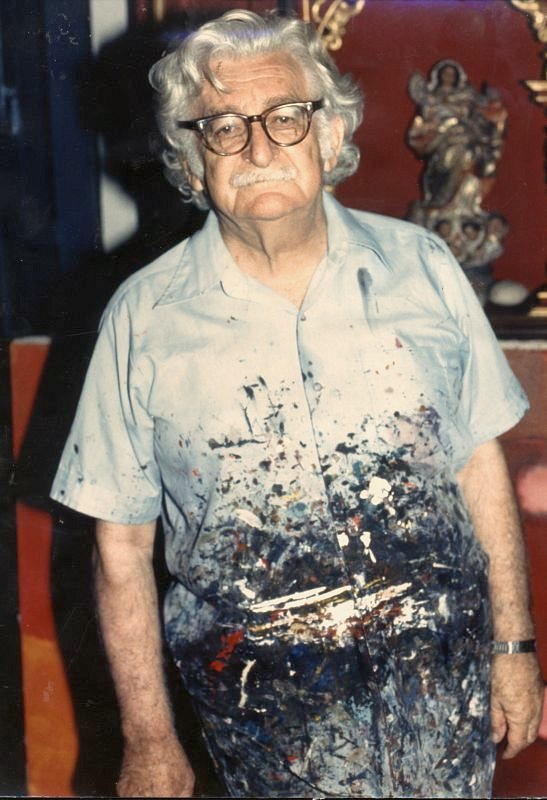
Roberto Burle Marx (1909–1994)

- Burleanu, Răzvan (* 1984), rumänischer Fußballfunktionär
- Burleigh, Cecil (1885–1980), amerikanischer Violinist, Komponist und Musikpädagoge
- Burleigh, Edwin C. (1843–1916), US-amerikanischer Politiker
- Burleigh, Henry G. (1832–1900), US-amerikanischer Politiker
- Burleigh, Henry Thacker (1866–1949), US-amerikanischer klassischer Sänger (Bariton), Arrangeur und Komponist
- Burleigh, John H. (1822–1877), US-amerikanischer Politiker
- Burleigh, Michael (* 1955), britischer Historiker und Autor
- Burleigh, Stephen (* 1949), amerikanischer Schauspieler und Produzent
- Burleigh, Walter A. (1820–1896), US-amerikanischer Politiker
- Burleigh, William (1785–1827), US-amerikanischer Politiker
- Burlein, Leonhard (1837–1898), deutscher Kaufmann und Politiker (Zentrum), MdR, bayerischer Abgeordneter
- Burleson, Albert S. (1863–1937), US-amerikanischer Politiker
- Burleson, Dyrol (* 1940), US-amerikanischer Mittelstreckenläufer
- Burleson, Kevin (* 1979), US-amerikanischer Basketballspieler
- Burleson, Nate (* 1981), US-amerikanischer American-Football-Spieler
- Burleson, Omar Truman (1906–1991), amerikanischer Politiker
- Burleson, Stanley (* 1966), niederländischer (Musical)-Tänzer, Sänger, Choreograf und Schauspieler
- Burleson, Willard (* 1965), US-amerikanischer Offizier, Generalleutnant der US-Army
- Burlet, Charles Albert de (1882–1956), niederländischer Kunsthändler
- Burlet, Delphyne (* 1966), französische Biathletin
- Burlet, Herman Maximilien de (1883–1958), niederländischer Anatom, Embryologe und Pathologe
- Burlet, Pauline (* 1996), belgische Schauspielerin
- Burlet, René-Maria (1907–1994), französischer Künstler
- Burley, Aidan (* 1979), britischer Politiker (Conservative Party), Mitglied des House of Commons
- Burley, Andre (* 1999), englischer Fußballspieler mit Staatsbürgerschaft von St. Kitts und Nevis
- Burley, Charley (1917–1992), US-amerikanischer Boxer
- Burley, Craig (* 1971), schottischer Fußballspieler
- Burley, Dan (1907–1962), US-amerikanischer Blues- und Jazz-Pianist sowie Journalist
- Burley, George (* 1956), schottischer Fußballspieler und -trainer
- Burley, Marcus (* 1990), US-amerikanischer American-Football-Spieler
- Burley, Nichola (* 1986), britische SchauspielerinNichola Burley (* 1986)

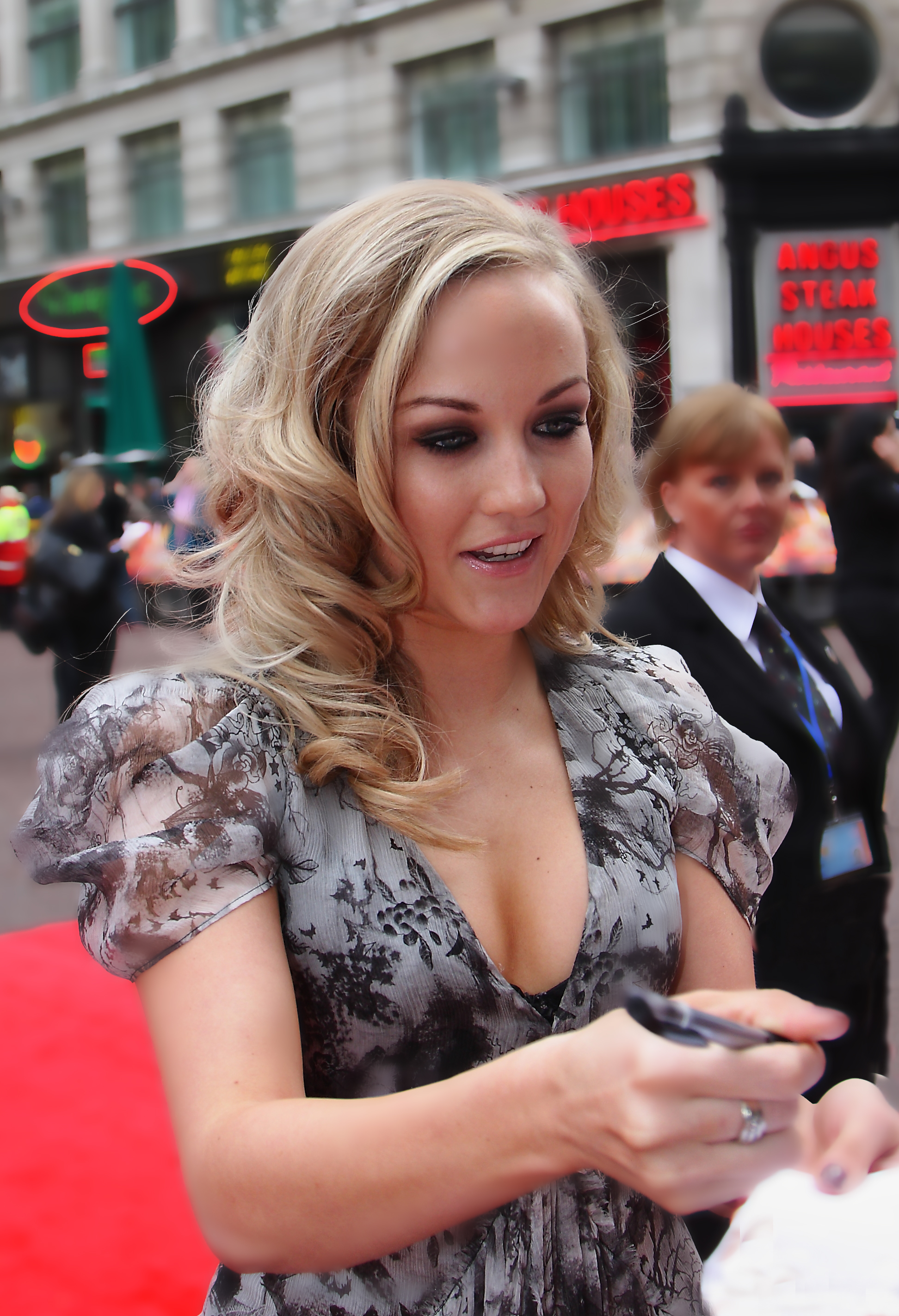
Nichola Burley (* 1986)

- Burley, Sharon (* 1956), australische Eiskunstläuferin
- Burley, Walter, spätmittelalterlicher Philosoph

### Burli
- Bürli, Friedrich Joseph (1813–1889), Schweizer Politiker
- Burling, Bobby (* 1984), US-amerikanischer Fußballspieler
- Bürling, Coletta (* 1948), deutsche literarische Übersetzerin
- Burling, Peter (* 1991), neuseeländischer Segler
- Burlingame, Anson (1820–1870), US-amerikanischer Diplomat und Politiker
- Burlingame, Charles (1949–2001), US-amerikanischer Pilot
- Burlingame, Edward L. (1848–1922), US-amerikanischer Journalist und Herausgeber
- Burlingame, Michael (* 1941), US-amerikanischer Historiker
- Burlingame, Ryan, kanadischer Biathlet
- Burlingham, Dorothy Tiffany (1891–1979), US-amerikanische Psychoanalytikerin
- Burlinson, Tom (* 1956), australischer Schauspieler und Sänger
- Burlison, Bill D. (1931–2019), US-amerikanischer Politiker
- Burlison, Eric (* 1976), US-amerikanischer PolitikerEric Burlison (* 1976)

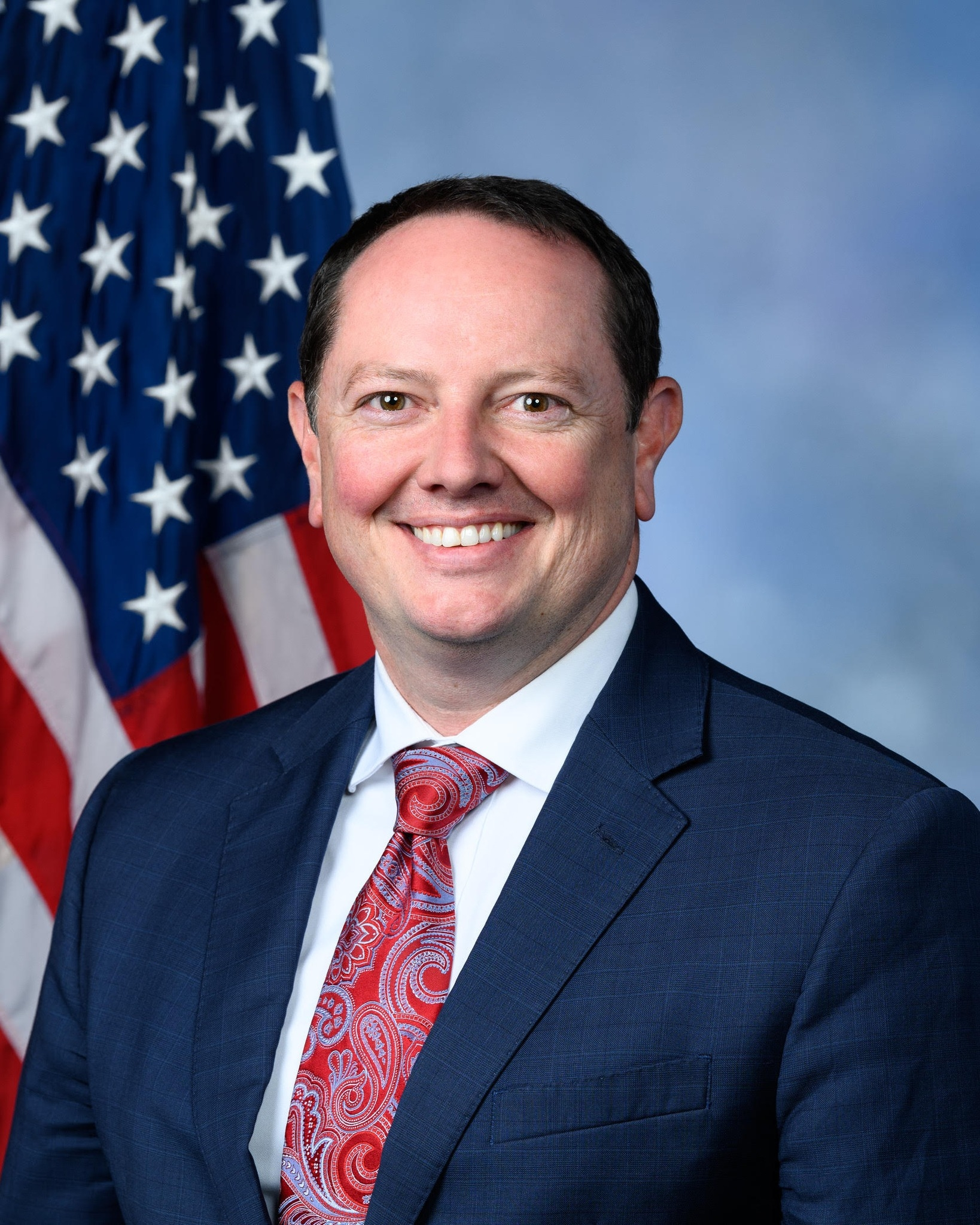
Eric Burlison (* 1976)

- Burlison, Paul (1929–2003), US-amerikanischer Rockabilly-Gitarrist
- Burlison, Thomas (1936–2008), britischer Fußballspieler und Gewerkschafter

### Burlj
- Burljajew, Nikolai Petrowitsch (* 1946), russischer Schauspieler, Filmregisseur und Politiker
- Burljuk, Dawid Dawidowitsch (1882–1967), russisch-amerikanischer Künstler
- Burljuk, Wladimir Dawidowitsch (1886–1917), russisch-ukrainischer Künstler

### Burlo
- Burlo-Ehrwall, Anton von (1791–1880), österreichischer Militär und Offizier
- Burlon, Brandon (* 1990), kanadischer Eishockeyspieler
- Burlon, Martin (* 1975), deutscher Jurist und Politiker (parteilos), Bürgermeister von Dreieich
- Burlová, Kristýna (* 2002), tschechische Radrennfahrerin

### Burls
- Burls, Frank (1902–1976), englischer Tischtennisspieler
- Burlsworth, Brandon (1976–1999), amerikanischer American-Football-Spieler